# スチンダー・クラープラユーン
スチンダー・クラープラユーン（タイ語: สุจินดา คราประยูร、英語: Suchinda Kraprayoon、1933年8月6日 - 2025年6月10日）は、タイの軍人、政治家。クーデターにより奪取した軍事政権において、1992年4月7日から5月24日まで首相を務めた。

## 経歴
スチンダーはタイ中部のナコーンパトム県に生まれた。タイのチュラーロンコーン大学で医学を学んでいたが、退学しチュラチョームクラオ陸軍士官学校に入学した。後にアメリカ合衆国に留学し、アメリカ軍の幕僚養成大学でも学んでいる。

### 軍人時代
1953年にタイに帰国し、タイ王国陸軍において中尉として勤務した。1958年1月25日に砲兵部隊の部隊長に任命されたのを皮切りとして順調に昇進していく。1990年4月にはタイ王国陸軍司令官に、1991年10月にはタイ王国軍最高司令官に任命された。

### クーデターの指導者として
1991年2月23日にタイで軍事クーデターが発生した。このクーデターで権力を掌握した「国家平和維持評議会」の実質的な指導者として、陸軍司令官であったスチンダーは副議長として参画している。評議会は外交官であるアナン・パンヤーラチュンを首相に任命した。1992年3月22日におこなわれた総選挙においては、5つの政党がスチンダーを首相に指名し、4月7日に首相に就任したが、速やかな民主化を望んでいた国民の間には激しい反発が巻き起こった。5月17日にバンコクで発生した軍隊と市民との衝突（暗黒の5月事件）においては、合計300人ほどの市民が死亡したと見られている。
双方の対立の激化を懸念した国王ラーマ9世は自ら軍事政権側と民主化運動指導者チャムロン・シームアンとの調停に乗り出し、これによって5月24日にスチンダーは首相を辞任した。副首相を務めていたミーチャイ・ルチュパンが臨時首相となり、最終的には前首相のアナン・パンヤーラチュンが後任となった。
この騒動以降、軍部の政治への影響力は低下していくことになった。

### 首相辞任後
首相辞任後にスチンダーはテレコム・ホールディングス社の社長となっている。
2025年6月10日未明、バンコク市内のプラモンクトクラオ病院で死去。91歳没。